# アイアイメディカル
アイアイメディカル株式会社（英: AIAI Medical Inc.）は、岡山県赤磐市に本社を置く化粧品メーカーである。ニキビ予防石鹸などの製造販売を行う。

## 主な製品
- AHAピーリングソープ - アルファヒドロキシ酸(AHA)を配合し、ケミカルピーリングを目的としたニキビ予防石鹸。
- パンナポンパ - AHAを配合した、クレンジング剤やボディソープのシリーズ。
- ビベッケ - 大容量日焼け止めスプレーのシリーズ。

## CMソング
- パンナポンパのシリーズでは、声優の釘宮理恵が歌ったCMソングが岡高地区で放映された。